# خاواند توغاي
خاواند توغاي كانت عبدة لل ناصر محمد بن قلاوون [الإنجليزية]. ثم أعتقها وتزوجها. كانت معروفة بطيبة القلب وتلبية احتياجات عبيدها بعدما أعتقت. أنجبت الأمير أنوك.
عرفت بأنها كانت امرأة مؤثرة في قرارات البلاط الملكي.